# Kakapo (rodzina)
Kakapo, kakapowate (Strigopidae) – rodzina ptaków z rzędu papugowych (Psittaciformes).

## Zasięg występowania
Rodzina obejmuje gatunki występujące w Nowej Zelandii.

## Systematyka
Rodzina Strigopidae została nazwana w 1849 roku przez Karola Lucjana Bonaparte.
Strigopidae obejmuje najbardziej bazalne papugowe. Do rodziny należy jeden występujący współcześnie rodzaj i gatunek:
- Strigops G.R. Gray, 1845 – jedynym przedstawicielem jest Strigops habroptila G.R. Gray, 1845 – kakapo

Do rodziny należy również rodzaj Nelepsittacus, do którego zaliczają się trzy gatunki; okres ich istnienia datowany jest na wczesny miocen (16–19 mln lat temu). Rozmiary tych trzech gatunków wahały się między wielkością przedstawicieli Cyanoramphus a nestorami kea (Nestor notabilis).